# Haustorius jayneae
Haustorius jayneae är en kräftdjursart som beskrevs av Foster och LeCroy 1991. Haustorius jayneae ingår i släktet Haustorius och familjen Haustoriidae. Inga underarter finns listade i Catalogue of Life.